# Avezan
Avezan (Avesan en gascon) est une commune française située dans le nord-est du département du Gers, en région Occitanie. Sur le plan historique et culturel, la commune est dans la Lomagne, une ancienne circonscription de la province de Gascogne ayant titre de vicomté, surnommée « Toscane française ».
Exposée à un climat océanique altéré, elle est drainée par l'Arrats, la Lavassère et par divers autres petits cours d'eau. La commune possède un patrimoine naturel remarquable composé de deux zones naturelles d'intérêt écologique, faunistique et floristique.
Avezan est une commune rurale qui compte 87 habitants en 2022, après avoir connu un pic de population de 307 habitants en 1846.  Ses habitants sont appelés les Avezanais  ou  Avezanaises.
Le patrimoine architectural de la commune comprend un immeuble protégé au titre des monuments historiques : une maison, inscrite en 1984.

## Géographie

### Localisation
Avezan est situé en Lomagne, sur la rive droite de l'Arrats. Le village est à 160 m d'altitude, entouré sur trois côtés par quatre vallées : celle de l'Arrats à l'ouest et les vallées affluentes au nord et au sud. L'agriculture céréalière constitue la principale activité agricole.

### Communes limitrophes
Les communes limitrophes sont  Gaudonville, Mauroux, Saint-Clar, Saint-Léonard et Tournecoupe.
|               | Mauroux     |             |
| Saint-Clar    | Avezan      | Gaudonville |
| Saint-Léonard | Tournecoupe |             |

### Géologie et relief
Avezan se situe en zone de sismicité 1 (sismicité très faible).

### Hydrographie

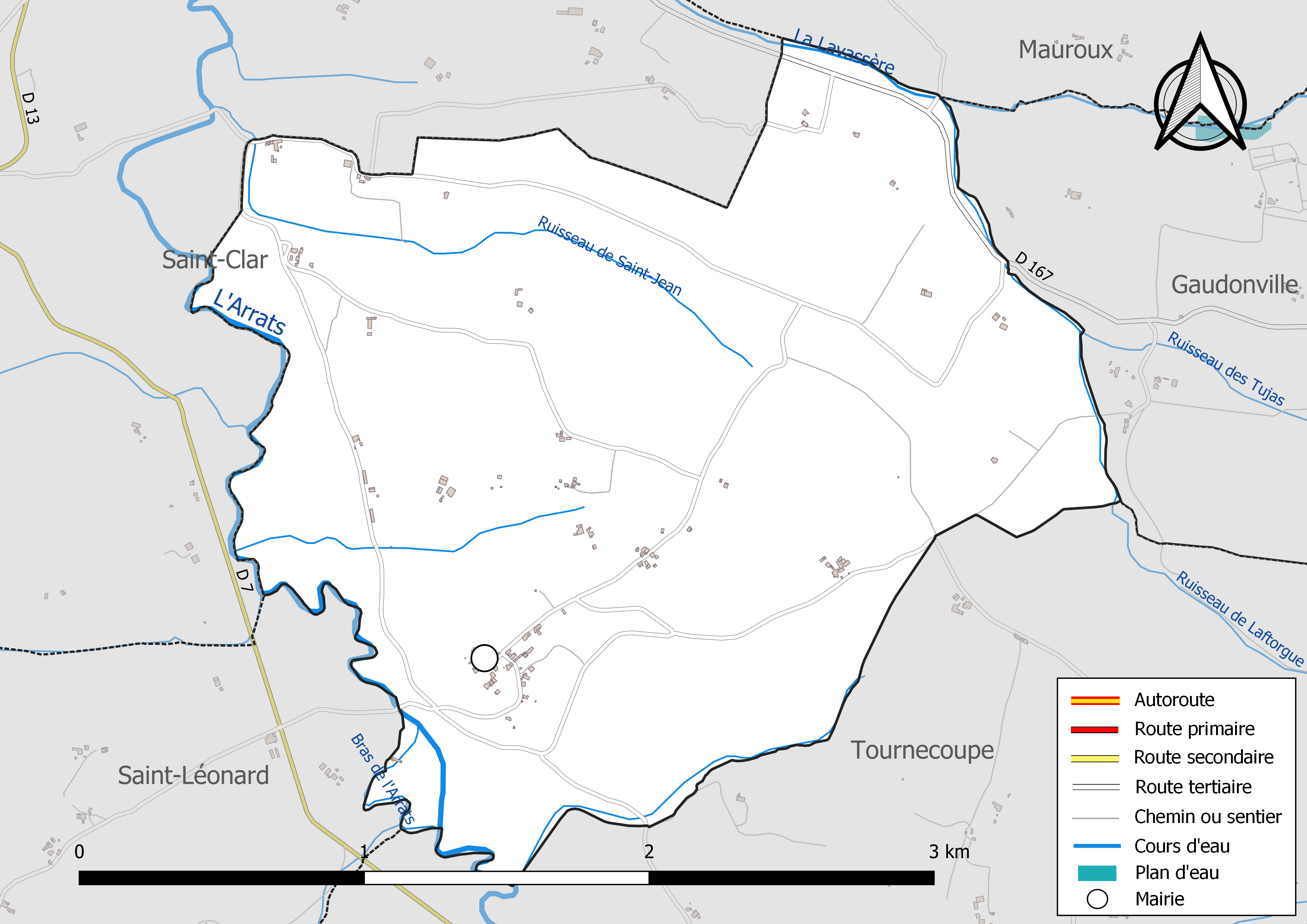
Réseaux hydrographique et routier d'Avezan.

La commune est dans le bassin de la Garonne, au sein du bassin hydrographique Adour-Garonne. Elle est drainée par l'Arrats, la Lavassère, un bras de l'Arrats, le ruisseau de Laftorgue, le ruisseau de Saint-Jean, le ruisseau des Tujas et par deux petits cours d'eau, qui constituent un réseau hydrographique de 9 km de longueur totale,.
L'Arrats, d'une longueur totale de 162,1 km, prend sa source dans la commune de Lannemezan et s'écoule vers le nord. Il traverse la commune et se jette dans la Garonne à Saint-Loup, après avoir traversé 66 communes.

### Climat
Pour des articles plus généraux, voir Climat de l'Occitanie et Climat du Gers.
En 2010, le climat de la commune est de type climat du Bassin du Sud-Ouest, selon une étude s'appuyant sur une série de données couvrant la période 1971-2000. En 2020, Météo-France publie une typologie des climats de la France métropolitaine dans laquelle la commune est exposée à un climat océanique altéré et est dans la région climatique Aquitaine, Gascogne, caractérisée par une pluviométrie abondante au printemps, modérée en automne, un faible ensoleillement au printemps, un été chaud (19,5 °C), des vents faibles, des brouillards fréquents en automne et en hiver et des orages fréquents en été (15 à 20 jours).
Pour la période 1971-2000, la température annuelle moyenne est de 13,3 °C, avec une amplitude thermique annuelle de 15,6 °C. Le cumul annuel moyen de précipitations est de 739 mm, avec 10,2 jours de précipitations en janvier et 6,1 jours en juillet. Pour la période 1991-2020, la température moyenne annuelle observée sur la station météorologique la plus proche, située sur la commune de Mauroux à 4 km à vol d'oiseau, est de 14,0 °C et le cumul annuel moyen de précipitations est de 677,6 mm,. Pour l'avenir, les paramètres climatiques de la commune estimés pour 2050 selon différents scénarios d'émission de gaz à effet de serre sont consultables sur un site dédié publié par Météo-France en novembre 2022.

### Milieux naturels et biodiversité
L’inventaire des zones naturelles d'intérêt écologique, faunistique et floristique (ZNIEFF) a pour objectif de réaliser une couverture des zones les plus intéressantes sur le plan écologique, essentiellement dans la perspective d’améliorer la connaissance du patrimoine naturel national et de fournir aux différents décideurs un outil d’aide à la prise en compte de l’environnement dans l’aménagement du territoire.
Une ZNIEFF de type 1 est recensée sur la commune :
le « vallon de Lavassère et plateau de Mauroux » (639 ha), couvrant 7 communes du département et une ZNIEFF de type 2, : 
le « cours de l'Arrats » (815 ha), couvrant 30 communes dont 22 dans le Gers et huit dans le Tarn-et-Garonne.

Carte des ZNIEFF de type 1 et 2 à Avezan.
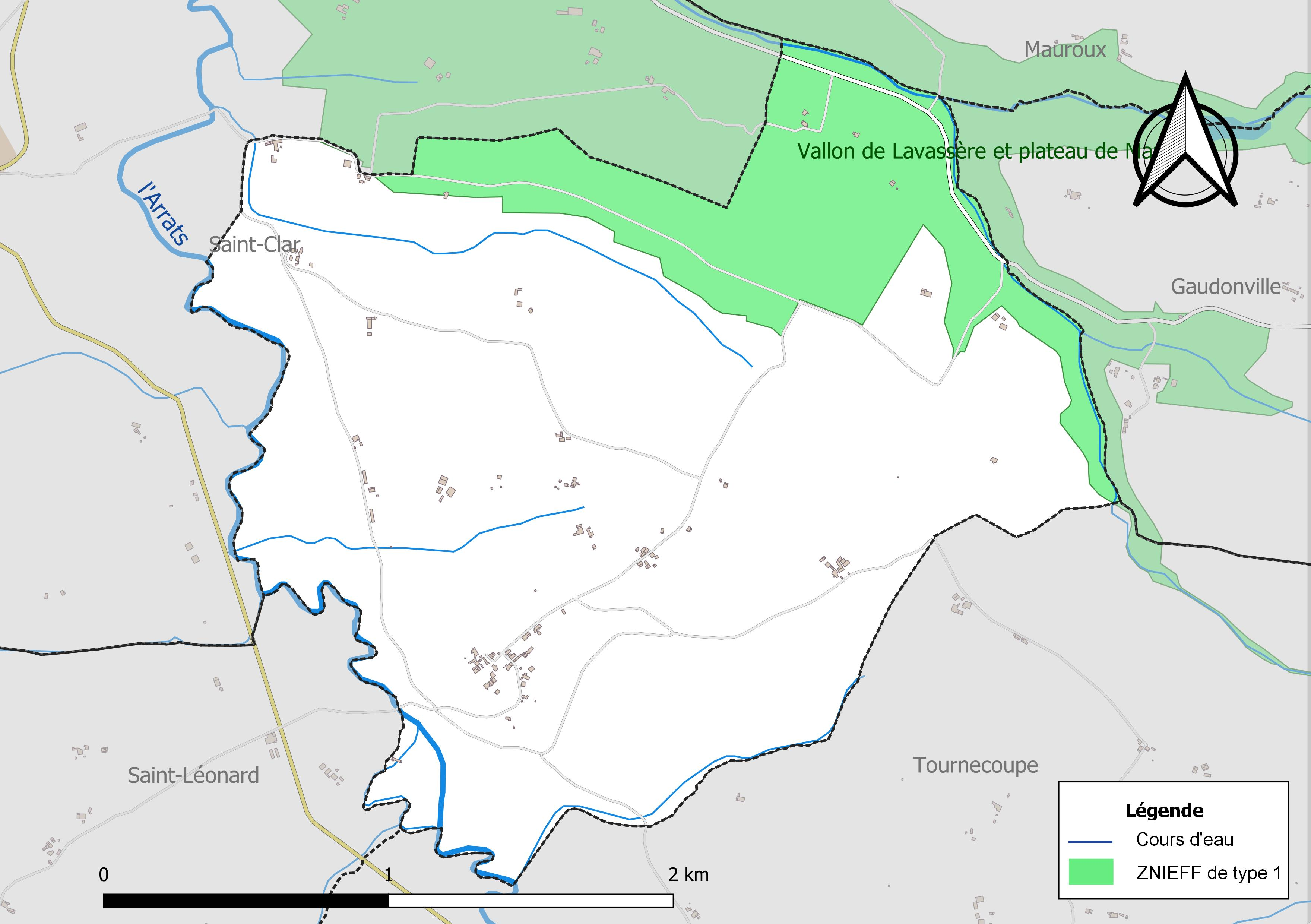
Carte de la ZNIEFF de type 1 sur la commune.
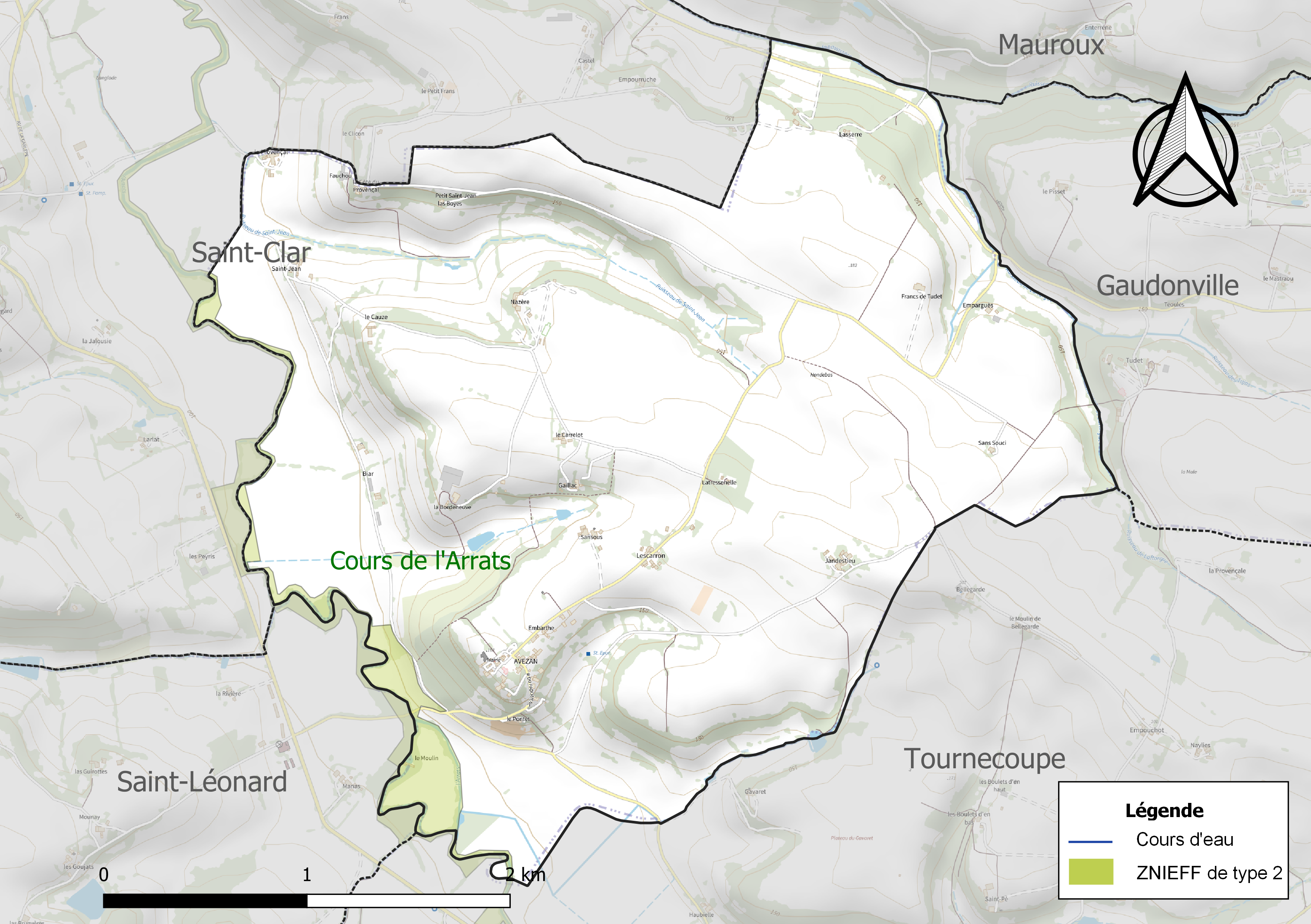
Carte de la ZNIEFF de type 2 sur la commune.

## Urbanisme

### Typologie
Au 1er janvier 2024, Avezan est catégorisée commune rurale à habitat très dispersé, selon la nouvelle grille communale de densité à sept niveaux définie par l'Insee en 2022.
Elle est située hors unité urbaine et hors attraction des villes,.

### Occupation des sols
L'occupation des sols de la commune, telle qu'elle ressort de la base de données européenne d’occupation biophysique des sols Corine Land Cover (CLC), est marquée par l'importance des territoires agricoles (100 % en 2018), une proportion identique à celle de 1990 (100 %). La répartition détaillée en 2018 est la suivante : 
terres arables (67,7 %), zones agricoles hétérogènes (32,3 %). L'évolution de l’occupation des sols de la commune et de ses infrastructures peut être observée sur les différentes représentations cartographiques du territoire : la carte de Cassini (XVIIIe siècle), la carte d'état-major (1820-1866) et les cartes ou photos aériennes de l'IGN pour la période actuelle (1950 à aujourd'hui).

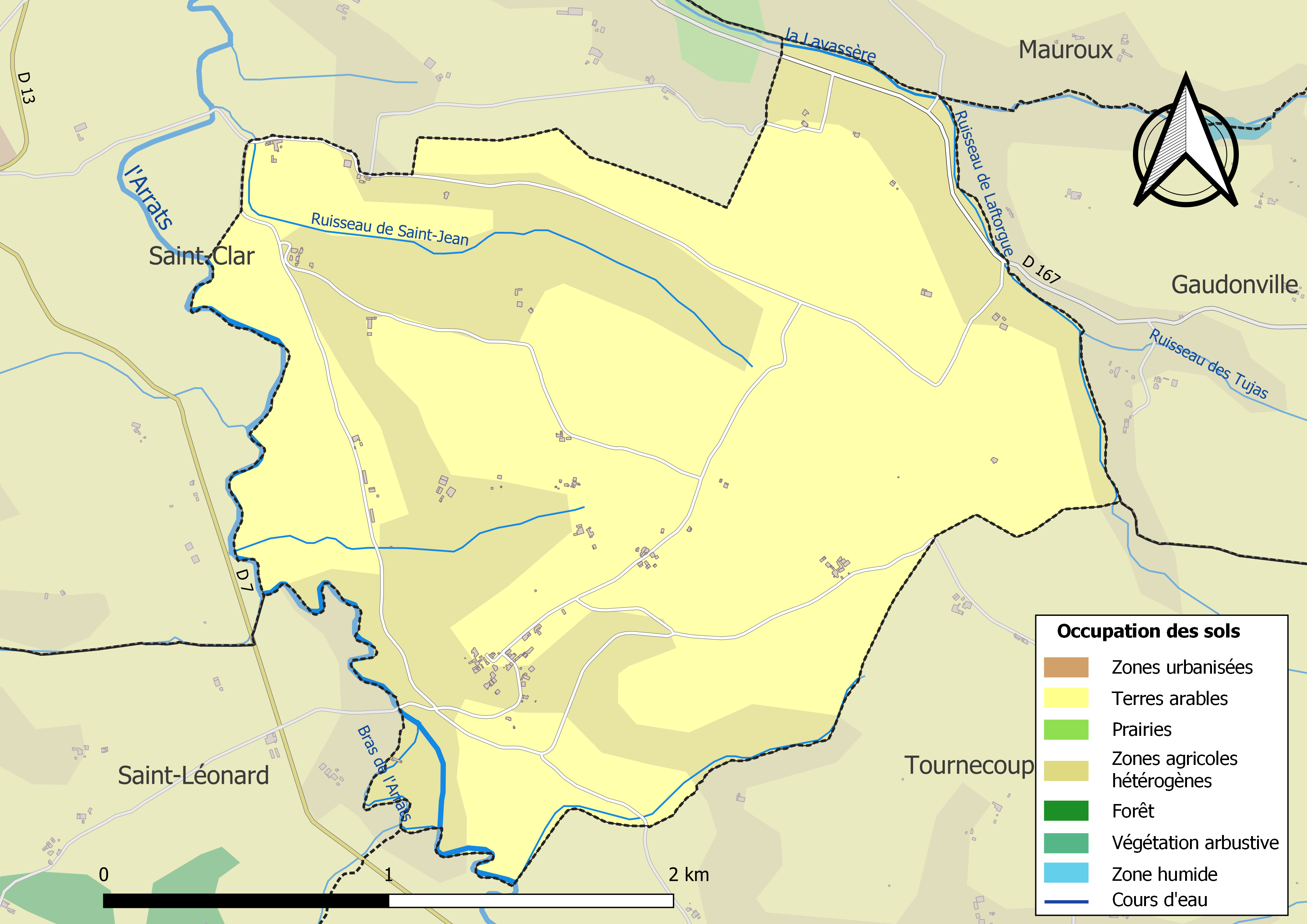
Carte des infrastructures et de l'occupation des sols de la commune en 2018 (CLC).

### Risques majeurs
Le territoire de la commune d'Avezan est vulnérable à différents aléas naturels : météorologiques (tempête, orage, neige, grand froid, canicule ou sécheresse), inondations et séisme (sismicité très faible). Un site publié par le BRGM permet d'évaluer simplement et rapidement les risques d'un bien localisé soit par son adresse soit par le numéro de sa parcelle.
Certaines parties du territoire communal sont susceptibles d’être affectées par le risque d’inondation par débordement de cours d'eau, notamment l'Arrats. La cartographie des zones inondables en ex-Midi-Pyrénées réalisée dans le cadre du XIe Contrat de plan État-région, visant à informer les citoyens et les décideurs sur le risque d’inondation, est accessible sur le site de la DREAL Occitanie. La commune a été reconnue en état de catastrophe naturelle au titre des dommages causés par les inondations et coulées de boue survenues en 1999 et 2009,.

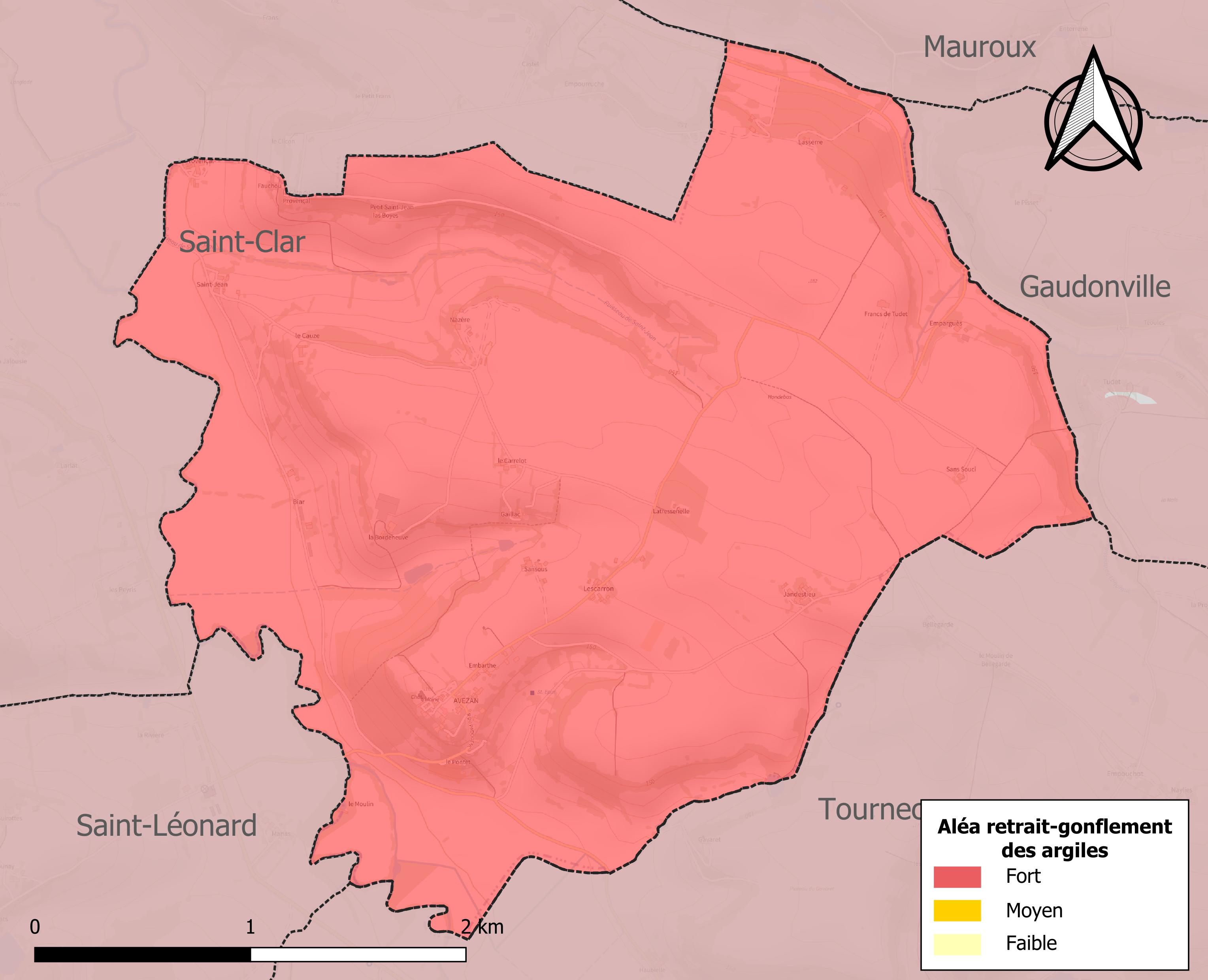
Carte des zones d'aléa retrait-gonflement des sols argileux d'Avezan.

Le retrait-gonflement des sols argileux est susceptible d'engendrer des dommages importants aux bâtiments en cas d’alternance de périodes de sécheresse et de pluie. La totalité de la commune est en aléa moyen ou fort (94,5 % au niveau départemental et 48,5 % au niveau national). Sur les 60 bâtiments dénombrés sur la commune en 2019, 60 sont en aléa moyen ou fort, soit 100 %, à comparer aux 93 % au niveau départemental et 54 % au niveau national. Une cartographie de l'exposition du territoire national au retrait gonflement des sols argileux est disponible sur le site du BRGM,.
Par ailleurs, afin de mieux appréhender le risque d’affaissement de terrain, l'inventaire national des cavités souterraines permet de localiser celles situées sur la commune.
Concernant les mouvements de terrains, la commune a été reconnue en état de catastrophe naturelle au titre des dommages causés par la sécheresse en 2002, 2011 et 2012 et par des mouvements de terrain en 1999.

## Toponymie
Selon Albert Dauzat, le nom d'Avezan (Avesan en occitan) viendrait du patronyme Avitius avec le suffixe latin -anum. Selon Ernest Nègre, Avezan viendrait du patronyme romain Avitianus. D'après Xavier Delamarre, ce sont les patronymes Avitiano-mara ou Avitianus, fréquents en Gaule, qui en sont l'origine. Quoi qu'il en soit, Avesan était probablement une grande propriété gallo-romaine.

## Politique et administration

### Liste des maires
| Période                                  | Période  | Identité    | Étiquette | Qualité     |
| ---------------------------------------- | -------- | ----------- | --------- | ----------- |
| 2001                                     | En cours | Joël Durrey | DVG       | Agriculteur |
| Les données manquantes sont à compléter. |          |             |           |             |

## Population et société

### Démographie
L'évolution du nombre d'habitants est connue à travers les recensements de la population effectués dans la commune depuis 1793. Pour les communes de moins de 10 000 habitants, une enquête de recensement portant sur toute la population est réalisée tous les cinq ans, les populations de référence des années intermédiaires étant quant à elles estimées par interpolation ou extrapolation. Pour la commune, le premier recensement exhaustif entrant dans le cadre du nouveau dispositif a été réalisé en 2006.

En 2022, la commune comptait 87 habitants, en évolution de −16,35 % par rapport à 2016 (Gers : +1,04 %, France hors Mayotte : +2,11 %).
| 1793 | 1800 | 1806 | 1821 | 1831 | 1841 | 1846 | 1851 | 1856 |
| ---- | ---- | ---- | ---- | ---- | ---- | ---- | ---- | ---- |
| 300  | 258  | 261  | 285  | 245  | 303  | 307  | 279  | 262  |

| 1861 | 1866 | 1872 | 1876 | 1881 | 1886 | 1891 | 1896 | 1901 |
| ---- | ---- | ---- | ---- | ---- | ---- | ---- | ---- | ---- |
| 262  | 253  | 255  | 248  | 203  | 191  | 195  | 168  | 162  |

| 1906 | 1911 | 1921 | 1926 | 1931 | 1936 | 1946 | 1954 | 1962 |
| ---- | ---- | ---- | ---- | ---- | ---- | ---- | ---- | ---- |
| 154  | 150  | 139  | 140  | 118  | 131  | 145  | 129  | 115  |

| 1968 | 1975 | 1982 | 1990 | 1999 | 2006 | 2011 | 2016 | 2021 |
| ---- | ---- | ---- | ---- | ---- | ---- | ---- | ---- | ---- |
| 99   | 84   | 77   | 83   | 84   | 76   | 75   | 104  | 95   |

| 2022 | - | - | - | - | - | - | - | - |
| ---- | - | - | - | - | - | - | - | - |
| 87   | - | - | - | - | - | - | - | - |

### Enseignement
Il n'y a pas d'école à Avezan.

### Manifestations culturelles et festivités
- Trail de l'Avezanaise : Mois de mars (21 et 10 km)
- Fête : 3e dimanche de juillet[27].
- Trail dé Loumagno: Samedi soir de la fête locale (10 km)
- Exposition art-nature tous les étés à l'espace «La Planéso»

### Sports
Tous les ans, le Foyer rural d'Avezan organise deux trails:
- Au mois de mars, le Trail de l'Avezanaise sur 21,1 ou 11 km.
- Le trail dé Loumagno (10,5 km) a lieu au mois de juillet durant la fête locale

Ces deux trails proposent des parcours différents alliant chemins de terre, passages dans les bois, secteurs techniques et pentus. Le dénivelé n'est pas élevé, néanmoins de belles côtes marquent les esprits notamment celle avant la ligne d'arrivée !

## Économie

### Emploi
|                | 2008  | 2013   | 2018  |
| -------------- | ----- | ------ | ----- |
| Commune        | 4,2 % | 11,6 % | 5,2 % |
| Département    | 6,1 % | 7,5 %  | 8,2 % |
| France entière | 8,3 % | 10 %   | 10 %  |

En 2018, la population âgée de 15 à 64 ans s'élève à 61 personnes, parmi lesquelles on compte 69 % d'actifs (63,8 % ayant un emploi et 5,2 % de chômeurs) et 31 % d'inactifs,. Depuis 2008, le taux de chômage communal (au sens du recensement) des 15-64 ans est inférieur à celui de la France et du département.
La commune est hors attraction des villes,. Elle compte 13 emplois en 2018, contre 13 en 2013 et 17 en 2008. Le nombre d'actifs ayant un emploi résidant dans la commune est de 40, soit un indicateur de concentration d'emploi de 31,4 % et un taux d'activité parmi les 15 ans ou plus de 51,9 %.
Sur ces 40 actifs de 15 ans ou plus ayant un emploi, 10 travaillent dans la commune, soit 26 % des habitants. Pour se rendre au travail, 71,1 % des habitants utilisent un véhicule personnel ou de fonction à quatre roues, 5,3 % s'y rendent en deux-roues, à vélo ou à pied et 23,7 % n'ont pas besoin de transport (travail au domicile).

### Activités hors agriculture
6 établissements sont implantés  à Avezan au 31 décembre 2019.
Le secteur du commerce de gros et de détail, des transports, de l'hébergement et de la restauration est prépondérant sur la commune puisqu'il représente 33,3 % du nombre total d'établissements de la commune (2 sur les 6 entreprises implantées  à Avezan), contre 27,7 % au niveau départemental.

### Agriculture
|               | 1988 | 2000 | 2010 | 2020 |
| ------------- | ---- | ---- | ---- | ---- |
| Exploitations | 14   | 12   | 11   | 6    |
| SAU (ha)      | 480  | 532  | 549  | 514  |

La commune est dans la Lomagne, une petite région agricole occupant le nord-est du département du Gers. En 2020, l'orientation technico-économique de l'agriculture  sur la commune est l'exploitation de grandes cultures (hors céréales et oléoprotéagineuses). Six exploitations agricoles ayant leur siège dans la commune sont dénombrées lors du recensement agricole de 2020 (14 en 1988). La superficie agricole utilisée est de 514 ha,,.

## Culture locale et patrimoine

### Lieux et monuments
- Château gascon imposant.  Au primitif château gascon est venue se greffer une vaste bâtisse rectangulaire qui en a triplé le volume. À l'intérieur, se trouvent de belles cheminées. Du chemin de ronde, très belle vue sur la vallée de l'Arrats.
- Site d'escalade.
- L'église Saint-Jacques d'Avezan datant probablement du XIIIe siècle, elle a été remaniée au XIXe siècle. L'édifice est répertorié à l'Inventaire général Région Midi-Pyrénées[31].